# فرد روبنسون (لاعب كرة قدم أمريكية)
فرد روبنسون (بالإنجليزية: Fred Robinson)‏ هو لاعب كرة قدم أمريكية أمريكي، ولد في 22 أكتوبر 1961 في ميامي في الولايات المتحدة.

## وصلات خارجية
- فرد روبنسون على موقع مرجع كرة القدم المحترفة.كوم (الإنجليزية)